# کوگونادا
کوگونادا (انگلیسی: Kogonada) نویسنده و کارگردان اهل کره جنوبی است که بابت نخستین فیلمش کلمبوس شناخته می‌شود. او پیش از ساخت کلمبوس به عنوان یک شخصیت دانشگاهی که به فیلمسازی روی آورده با ساخت جستارهای ویدئویی دربارهٔ کارگردانان مشهور، از جمله وس اندرسن، اوزو یاسوجیرو، و استنلی کوبریک برای خود نامی در دنیای فیلم دست و پا کرده بود.